# Ugo Montemurro
Ugo Montemurro (Portoferraio, 1891 – Sirmione, 8 settembre 1979) è stato un generale italiano.

## Biografia

### Prima Guerra Mondiale
Ugo Montemurro nasce a Portoferraio nel 1891 e frequenta l'Accademia di Modena nel 1910, uscendone con il grado di Sottotenente dei Bersaglieri nel 1913.
Allo scoppio della Grande Guerra, è comandante del IV Battaglione Ciclisti e si distinguerà a fianco del III e dell'XI negli scontri di Quota 85, Case Bonetti e Quota 144, guadagnando 3 MAVM, 1 MBVM e 4 Croce di Guerra al Valor Militare. Durante la Battaglia di Caporetto sarà fatto prigioniero dalle truppe tedesche comandate da Erwin Rommel, ma riuscirà a fuggire dalla prigionia e a tornare entro le linee amiche, in tempo per partecipare alla Battaglia del Solstizio e a quella di Vittorio Veneto. Al suo nome verrà intitolato un piccolo paese vicino a Vittorio Veneto.

### Seconda Guerra Mondiale
Dopo essere stato assegnato al comando dell'8º Reggimento Bersaglieri nel 1939, Montemurro, allo scoppio della Seconda Guerra Mondiale, viene brevemente inviato in Francia e poi, insieme alla Divisione Corazzata "Ariete", in Africa Settentrionale, come rinforzo alle truppe italiane duramente provate dall'Operazione Compass, sotto il comando dello stesso Rommel, che, conoscendo le sue capacità, richiederà la sua presenza sotto il proprio diretto comando.
Dopo una difficile avanzata nel deserto africano con tappe Homs, Misurata e Sirte, il battesimo del fuoco arriva ad El Mechili l'8 Aprile del 1941, quando Rommel richiede al Reggimento di Montemurro di portarsi a sud della città, diventata nel frattempo un importante centro logistico britannico e difesa dalle truppe della 3ª Brigata Motorizzata Indiana, insediatesi nei vecchi trinceramenti costruiti dagli italiani: il campo era stato già aggirato e circondato il giorno precedente dalla colonna del Tenente Colonnello Fabris.
Insieme a reparti corazzati della 5ª Divisione Leggera Tedesca, Montemurro attaccherà gli anglo-indiani comandati dal Generale Vaughan, obbligandoli alla resa dopo aver vanificato un contrattacco di due reggimenti nemici (grazie all'azione di cannoni da 75/27 e di due reparti di motomitraglieri): alla conclusione della battaglia, verranno catturati due generali nemici, due colonnelli e circa 1800 uomini tra truppa e ufficiali. Per quest'azione si meriterà l'elogio di Rommel ed una Croce di Ferro di I Classe.
Viene quindi inviato in Russia nel 1942, dove combatté fino all'anno successivo, e partecipò alla Resistenza tra il 1944 e il 1945.

### Dopo il Conflitto
Finite le ostilità, Montemurro sarà promosso a Generale per Meriti di Guerra nel 1946 e collocato nella Riserva nel 1949; si ritirerà a 58 anni sulle colline di Negrar e presiederà l'Associazione Orfani di Guerra a Verona, diventando anche Vicepresidente dell'Associazione Nazionale Bersaglieri: appassionato disegnatore, ha realizzato numerosi schizzi dei suoi bersaglieri.
Si spegne a Sirmione nel 1979, nel cui camposanto oggi riposa.